# Caloprymnus campestris
Caloprymnus campestris là một loài động vật có vú trong họ Potoroidae, bộ Hai răng cửa. Loài này được Gould mô tả năm 1843.